# Tour de RDA

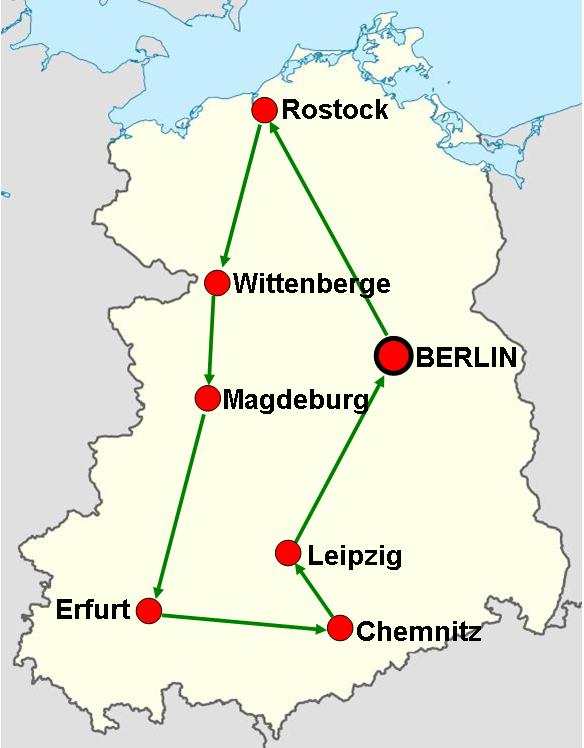
Tour de la RDA de 1949, mapa de ruta

El Tour de RDA es una antigua carrera ciclista por etapas que se disputó de 1949 a 1989 en la República Democrática Alemana (RDA). El Tour de la RDA se disputó durante el tiempo que existió este país. Forma parte de las competiciones "amateurs" inscritas en el calendario ciclista internacional organizado por la Unión Ciclista Internacional. Ha habido 37 ediciones de esta carrera.

## Palmarés
| Año                            | Ganador               | Segundo               | Tercero               |
| ------------------------------ | --------------------- | --------------------- | --------------------- |
| Ostzonen-Rundfahrt             |                       |                       |                       |
| 1949                           | Max Bartoskiewicz     | Karl-Heinz Hay        | Horst Gaede           |
| DDR-Rundfahrt                  |                       |                       |                       |
| 1950                           | Bernhard Trefflich    | Lothar Meister        | Erich Schulz          |
| 1951                           | Bernhard Wille        | Pal Kucsera           | Lajos Szabo           |
| 1952                           | Erich Schulz          | Walter Nickel         | Bruno Zieger          |
| 1953                           | Gustav-Adolf Schur    | Georg Stoltze         | Werner Gallinge       |
| 1954                           | Gustav-Adolf Schur    | Erwin Vittig          | Rudi Kirchhoff        |
| 1955                           | Dieter Lüder          | Erich Schulz          | Günter Grünwald       |
| 1956                           | Alfons Hermans        | Siegfried Wustrow     | Heinz Zimmermann      |
| 1957                           | Eddy Pauwels          | Gerhard Löffler       | Günter Oldenburg      |
| 1958                           | Erich Hagen           | Gustav-Adolf Schur    | Egon Adler            |
| 1959                           | Gustav-Adolf Schur    | Huub Zilverberg       | Günter Lörke          |
| 1960 edición no realizada      |                       |                       |                       |
| 1961                           | Gustav-Adolf Schur    | Klaus Ampler          | Dieter Wiedemann      |
| 1962                           | Klaus Ampler          | Dieter Wiedemann      | Günter Hoffmann       |
| 1963                           | Klaus Ampler          | Bernhard Eckstein     | Rainer Marks          |
| 1964 edición no realizada      |                       |                       |                       |
| 1965                           | Axel Peschel          | Bernhard Eckstein     | Günter Hoffmann       |
| 1966                           | Dieter Grabe          | Dieter Voigtländer    | Lothar Lingner        |
| 1967                           | Axel Peschel          | Siegfried Huster      | Dieter Grabe          |
| 1968                           | Dieter Grabe          | Gerd Steiner          | Wolfgang Wesemann     |
| 1969-1970 edición no realizada |                       |                       |                       |
| 1971                           | Wolfgang Wesemann     | Dieter Gonschorek     | Michel Pollentier     |
| 1972                           | Fedor den Hertog      | Hennie Kuiper         | Dieter Gonschorek     |
| 1973                           | Dieter Gonschorek     | Siegfried Kramer      | Hynek Kubicek         |
| 1974                           | Hans-Joachim Hartnick | Sven-Åke Nilsson      | Gerhard Lauke         |
| 1975                           | Hans-Joachim Hartnick | Michael Schiffner     | Dietmar Käbisch       |
| 1976                           | Siegbert Schmeisser   | Uwe Freese            | Bernard Kręczyński    |
| 1977                           | Bernd Drogan          | Hans-Joachim Vogel    | Wolfgang Schröder     |
| 1978                           | Bernd Drogan          | Peter Richter         | Thilo Fuhrmann        |
| 1979                           | Bernd Drogan          | Hans-Joachim Hartnick | Martin Goetze         |
| 1980                           | Falk Boden            | Olaf Ludwig           | Andreas Petermann     |
| 1981                           | Lutz Lötzsch          | Thomas Barth          | Hans-Joachim Hartnick |
| 1982                           | Bernd Drogan          | Thomas Barth          | Jiří Škoda            |
| 1983                           | Olaf Ludwig           | Uwe Ampler            | Jiří Škoda            |
| 1984                           | Falk Boden            | Bernd Drogan          | Lutz Lötzsch          |
| 1985                           | Olaf Ludwig           | Dan Radtke            | Jens Heppner          |
| 1986                           | Uwe Ampler            | Hardy Gröger          | Lutz Lötzsch          |
| 1987                           | Uwe Ampler            | Jens Heppner          | Olaf Ludwig           |
| 1988                           | Uwe Raab              | Dan Radtke            | Martin Goetze         |
| 1989                           | Uwe Ampler            | Eddy Bouwmans         | Dirk Schiffner        |

## Palmarés por países
| País                          | Victorias |
| ----------------------------- | --------- |
| República Democrática Alemana | 34        |
| Bélgica                       | 2         |
| Países Bajos                  | 1         |